# デルタ航空機爆破テロ未遂事件
デルタ航空機爆破テロ未遂事件（デルタこうくうき ばくはテロみすいじけん）とは、2009年12月25日にアメリカ合衆国で発生した、デルタ航空機を使ったテロを乗り合わせていた乗客が未然に防いだ事件。ちょうどアメリカ合衆国ではクリスマスだったため「クリスマスの攻撃」と称される。
なお、当該機はデルタ航空と経営統合したノースウエスト航空の機材・便名による運行であったためノースウェスト航空機爆破未遂事件などとも呼ばれる。

## 犯人について
ナイジェリア国籍の容疑者は、アルカーイダの意図を受け本格的なテロ行為に走ったとされる。76グラムを超える爆発物のペンスリットを下着に隠して機内に持ち込むことに成功したが、機内で取り押さえられ爆破は未遂に終わった。2012年2月16日、デトロイトの連邦地方裁判所は、被告人に殺人未遂や大量破壊兵器の使用未遂など8つの起訴に対する終身刑4つと禁錮50年の刑を言い渡している。

## 事前の警告
犯人の父親が、事前にアメリカ合衆国連邦政府当局に警告をしていたことがわかっている。犯人は現金で航空券を購入し、手荷物しかないという不自然な行動であったにもかかわらず、空港側は如何なる対策も取っていなかった。これに関しては、ジャネット・ナポリターノ国土安全保障長官も非を認めている。

## 余波
アメリカ合衆国は、アメリカ同時多発テロ事件を契機に、搭乗者の保安検査を厳重にし、事前旅客情報システムの情報交換を行っていたが、この未遂事件でやすやすと突破されたため、検査対象人物を選別、爆発物検知の充実、最新の画像処理技術（ミリ波パッシブ撮像装置等）の仕様が追加され、より搭乗手続きに厳重さが増すこととなった。
アラビア半島のアルカーイダは2010年1月、爆破未遂事件で犯行を認める声明を発表。これに対し、アメリカは同勢力について、実行犯の訓練を行ったとして非難した。同年1月12日、イエメンの治安当局は、アラビア半島のアルカーイダ掃討作戦の一環として、同組織の拠点を襲撃、1人を殺害、4人の身柄を拘束した。